# Colgu mac Domnaill
Colcu mac Domnaill (mort en 580) est un roi d'Ailech et un Chef du Cenél nEógain une branche des Uí Néill du Nord. Il est le second fils de  Domnall Ilchelgach († 566) et le petit-fils de Muirchertach mac Muiredaig († 534) et le frère de  Eochaid mac Domnaill († 572), considérés comme des Ard ri Erenn. Il règne sur le Ailech de 572 à 580,

## Contexte
Le titre d'Ard ri Erenn était détenu par rotation entre les lignées rivales du  Cenél nEógain et du Cenél Conaill à la fin du VIe siècle. et Áed mac Ainmerech (598) du Cenél Conaill était Ard ri à cette époque. Colcu semble avoir été le concurrent d'Áed mais il est défait et tué lors de la bataille de Druim Meic Erce (Drumhirk, actuel comté de Tyrone) en 580. Son cousin germain Colmán Rímid lui succède.

## Source
- (en) Gearóid Mac Niocaill, Ireland before Vikings, Dublin, Gill & Macmillan, 1972
- (en) T.M. Charles-Edwards, Early Christian Ireland, Cambridge, Cambridge University Press, 2000 (ISBN 0-521-36395-0)